# Cantons de l'Alt Rin
Els Cantons de l'Alt Rin (Gran Est) són 31 i s'agrupen en 6 districtes:
- Districte d'Altkirch (4 cantons - sotsprefectura: Altkirch) :
cantó d'Altkirch - cantó de Dannemarie - cantó de Ferrette - cantó de Hirsingue

- Districte de Colmar (6 cantons - prefectura: Colmar) :
cantó d'Andolsheim - cantó de Colmar-Nord - cantó de Colmar-Sud - cantó de Munster - cantó de Neuf-Brisach - cantó de Wintzenheim

- Districte de Guebwiller (4 cantons - sotsprefectura: Guebwiller) :
cantó d'Ensisheim - cantó de Guebwiller - cantó de Rouffach - cantó de Soultz-Haut-Rhin

- Districte de Mulhouse (9 cantons - sotsprefectura: Mülhausen) :
cantó de Habsheim - cantó de Huningue - cantó d'Illzach - cantó de Mulhouse-Est - cantó de Mulhouse-Nord - cantó de Mulhouse-Ouest - cantó de Mulhouse-Sud - cantó de Sierentz - cantó de Wittenheim

- Districte de Ribeauvillé (4 cantons - sotsprefectura: Ribeauvillé) :
cantó de Kaysersberg - cantó de Lapoutroie - cantó de Ribeauvillé - cantó de Sainte-Marie-aux-Mines

- Districte de Thann (4 cantons - sotsprefectura: Thann) :
cantó de Cernay - cantó de Masevaux - cantó de Saint-Amarin - cantó de Thann